# قرار مجلس الأمن التابع للأمم المتحدة رقم 784
قرار مجلس الأمن التابع للأمم المتحدة رقم 784، المتخذ بالإجماع في 30 تشرين الأول / أكتوبر 1992، بعد التذكير بالقرارات 637 (1989)، 693 (1991)، 714 (1991) و729 (1992)، وافق المجلس على قرار الأمين العام بطرس بطرس غالي بتمديد ولاية بعثة مراقبي الأمم المتحدة في السلفادور لمدة شهر آخر حتى 30 نوفمبر 1992.
ضمن هذا الإطار الزمني، طلب القرار من الأمين العام أن يقدم توصيات بشأن أي تمديد للولاية في المستقبل، بشأن الولاية والقوة التي ستحتاجها البعثة للتحقق من تنفيذ المراحل النهائية لعملية السلام في السلفادور معًا مع تبعاتها المالية. كما حثت كلا الطرفين، جبهة فارابوندو مارتي للتحرير الوطني وحكومة السلفادور، على تنفيذ واحترام الاتفاقات الموقعة بينهما في مكسيكو سيتي في 16 كانون الثاني / يناير 1992.
أبلغ بطرس غالي المجلس لاحقًا في 11 تشرين الثاني (نوفمبر) 1992، أن الطرفين وافقا على اقتراحه بإنهاء النزاع بحلول 15 كانون الأول (ديسمبر) 1992.

## روابط خارجية
- نص القرار في undocs.org